# Isländischer Fußballpokal der Männer 2009
Der isländische Fußballpokal 2009 war die 50. Austragung des isländischen Pokalwettbewerbs der Männer. Pokalsieger wurde erstmals Breiðablik Kópavogur. Das Team setzte sich am 3. Oktober 2009 im Laugardalsvöllur von Reykjavík gegen Fram Reykjavík durch und qualifizierte sich damit für die Europa League.
Titelverteidiger KR Reykjavík schied im Halbfinale gegen den späteren Finalisten Fram Reykjavík aus.

## Modus
Die Begegnungen wurden in einem Spiel ausgetragen. In den ersten zwei Runden nahmen Vereine ab der zweiten Liga abwärts teil. Die Vereine der ersten Liga stiegen erst in der 3. Runde ein. Bei unentschiedenem Ausgang wurde das Spiel zunächst verlängert und gegebenenfalls durch Elfmeterschießen entschieden.

## 1. Runde
| Datum      |                       | Ergebnis |                             |
| ---------- | --------------------- | -------- | --------------------------- |
| 23.05.2009 | UMF Kjalnesingar      | 5:2      | Elliði Reykjavík            |
| 24.05.2009 | Carl Reykjavík        | 3:0      | Gnúpverjar Reykjavík        |
| 24.05.2009 | Berserkir Reykjavík   | 10:00    | Höfrungur Þingeyri          |
| 24.05.2009 | Hvöt Blönduós         | 6:0      | UMF Kormákur                |
| 24.05.2009 | Magni Grenivík        | 2:1      | UMF Tindastóll              |
| 24.05.2009 | Léttir Reykjavík      | 0:3      | Hvíti riddarinn Mosfellsbær |
| 24.05.2009 | UMF Einherji          | 10:00    | Boltafélag Norðfjarðar      |
| 24.05.2009 | KFG Garðabær          | 0:2      | Árborg Selfoss              |
| 24.05.2009 | KF Vesturbæjar        | 5:2      | Ægir þorlákshöfn            |
| 24.05.2009 | UMFL Þórshöfn         | 2:3      | Afríka Reykjavík            |
| 24.05.2009 | Völsungur Húsavík     | 1:2      | KS Dalvík/Reynir            |
| 24.05.2009 | KÍBV Vestmannaeyja    | 1:2      | UMF Skallagrímur            |
| 24.05.2009 | KB Breiðholts         | 3:0      | UMF Þróttur Vogar           |
| 24.05.2009 | Augnablik Kópavogur   | 2:3      | Ýmir Kópavogur              |
| 24.05.2009 | UMF Álftanes          | kampflos | Snæfell Stykkishólmur       |
| 24.05.2009 | GG Grindavík          | kampflos | UMF Hrunamenn               |
| 25.05.2009 | KFR Hella/Hvolsvöllur | 1:2      | KFS Vestmannaeyja           |

## 2. Runde
| Datum      |                     | Ergebnis              |                             |
| ---------- | ------------------- | --------------------- | --------------------------- |
| 01.06.2009 | UMF Einherji        | 3:0                   | Huginn Seyðisfjörður        |
| 01.06.2009 | Víðir Garði         | 2:1                   | KFS Vestmannaeyja           |
| 01.06.2009 | KB Breiðholts       | 1:2                   | KF Vesturbæjar              |
| 01.06.2009 | Ýmir Kópavogur      | 5:6 n. V.             | UMF Víkingur                |
| 01.06.2009 | UMF Skallagrímur    | 1:4 n. V.             | Haukar Hafnarfjörður        |
| 01.06.2009 | KA Akureyri         | 4:1 n. V.             | KS Dalvík/Reynir            |
| 02.06.2009 | Árborg Selfoss      | 0:2                   | Víkingur Reykjavík          |
| 02.06.2009 | UMF Álftanes        | 3:2                   | ÍR Reykjavik                |
| 02.06.2009 | GG Grindavík        | 0:4                   | Reynir Sandgerði            |
| 02.06.2009 | ÍH/HV Hafnarfjörður | 1:3                   | UMF Afturelding             |
| 02.06.2009 | KS/Leiftur          | 3:3 n. V. (3:4 i. E.) | Hvöt Blönduós               |
| 02.06.2009 | þór Akureyri        | 2:1                   | Magni Grenivík              |
| 02.06.2009 | KFF Fjarðabyggðar   | 9:0                   | Leiknir Fáskrúðsfjörður     |
| 02.06.2009 | Höttur Egilsstaðir  | 8:1                   | UMF Sindri Höfn             |
| 02.06.2009 | Leiknir Reykjavík   | 3:3 n. V. (1:4 i. E.) | UMF Selfoss                 |
| 02.06.2009 | ÍF Grótta           | 5:0                   | Hamar Hveragerði            |
| 02.06.2009 | Carl Reykjavík      | 2:1 n. V.             | UMF Kjalnesingar            |
| 02.06.2009 | HK Kópavogur        | 9:1                   | Afríka Reykjavík            |
| 02.06.2009 | UMF Njarðvík        | 3:0                   | Hvíti riddarinn Mosfellsbær |
| 02.06.2009 | ÍA Akranes          | 5:0                   | Berserkir Reykjavík         |

## 3. Runde
Teilnehmer: Die 20 Sieger der 2. Runde und die 12 Vereine der Pepsideild 2009.
| Datum      |                      | Ergebnis              |                      |
| ---------- | -------------------- | --------------------- | -------------------- |
| 17.06.2009 | Haukar Hafnarfjörður | 0:1 n. V.             | KFF Fjarðabyggðar    |
| 17.06.2009 | þór Akureyri         | 3:1                   | UMF Víkingur         |
| 17.06.2009 | UMF Selfoss          | 2:2 n. V. (1:3 i. E.) | Höttur Egilsstaðir   |
| 17.06.2009 | Reynir Sandgerði     | 2:1                   | KF Vesturbæjar       |
| 17.06.2009 | Fram Reykjavík       | 2:1                   | UMF Njarðvík         |
| 18.06.2009 | KA Akureyri          | 3:1                   | UMF Afturelding      |
| 18.06.2009 | Hvöt Blönduós        | 0:2                   | Breiðablik Kópavogur |
| 18.06.2009 | ÍF Grótta            | 0:2                   | KR Reykjavík         |
| 18.06.2009 | ÍBV Vestmannaeyja    | 3:2                   | Víkingur Reykjavík   |
| 18.06.2009 | Víðir Garði          | 0:0 n. V. (3:2 i. E.) | þróttur Reykjavík    |
| 18.06.2009 | Valur Reykjavík      | 3:0                   | UMF Álftanes         |
| 18.06.2009 | UMF Grindavík        | 3:1                   | ÍA Akranes           |
| 18.06.2009 | Carl Reykjavík       | 0:3                   | FH Hafnarfjörður     |
| 18.06.2009 | Fylkir Reykjavík     | 7:3                   | UMF Stjarnan         |
| 18.06.2009 | Fjölnir Reykjavík    | 0:2                   | HK Kópavogur         |
| 18.06.2009 | Keflavík ÍF          | 2:0                   | UMF Einherji         |

## Achtelfinale
| Datum      |                      | Ergebnis  |                    |
| ---------- | -------------------- | --------- | ------------------ |
| 05.07.2009 | ÍBV Vestmannaeyja    | 2:3 n. V. | FH Hafnarfjörður   |
| 05.07.2009 | Keflavík ÍF          | 2:1       | þór Akureyri       |
| 05.07.2009 | Breiðablik Kópavogur | 3:1 n. V. | Höttur Egilsstaðir |
| 05.07.2009 | Fram Reykjavík       | 1:0 n. V. | UMF Grindavík      |
| 05.07.2009 | Fylkir Reykjavík     | 6:1       | KFF Fjarðabyggðar  |
| 06.07.2009 | Valur Reykjavík      | 3:2 n. V. | KA Akureyri        |
| 06.07.2009 | Víðir Garði          | 0:2       | KR Reykjavík       |
| 06.07.2009 | HK Kópavogur         | 5:2 n. V. | Reynir Sandgerði   |

## Viertelfinale
| Datum      |                 | Ergebnis |                      |
| ---------- | --------------- | -------- | -------------------- |
| 30.07.2009 | Keflavík ÍF     | 3:1      | FH Hafnarfjörður     |
| 30.07.2009 | HK Kópavogur    | 0:1      | Breiðablik Kópavogur |
| 30.07.2009 | Fram Reykjavík  | 2:0      | Fylkir Reykjavík     |
| 02.08.2009 | Valur Reykjavík | 1:3      | KR Reykjavík         |

## Halbfinale
| Datum      |                | Ergebnis |                      |
| ---------- | -------------- | -------- | -------------------- |
| 12.09.2009 | Fram Reykjavík | 1:0      | KR Reykjavík         |
| 13.09.2009 | Keflavík ÍF    | 2:3      | Breiðablik Kópavogur |

## Finale
| Paarung              | Fram Reykjavík – Breiðablik Kópavogur |
| Ergebnis             | 2:2 n. V. (1:1, 0:0), 4:5 i. E. |
| Datum                | 3. Oktober 2009 |
| Stadion              | Laugardalsvöllur, Reykjavík |
| Zuschauer            | 4.766 |
| Schiedsrichter       | Jóhannes Valgeirsson |
| Tore                 | 0:1 Alfreð Finnbogason (60.) 1:1 Ingvar þór Ólason (73.) 2:1 Josep Edward Tillen (97., Foulelfmeter) 2:2 Alfreð Finnbogason (102., Foulelfmeter) Elfmeterschießen: 0:1 Alfreð Finnbogason 1:1 Samuel Lee Tillen 1:2 Guðmundur Pétursson Hjálmar þórarinsson Arnór Sveinn Aðalsteinsson 2:2 Gudmundur Magnusson 2:3 Olgeir Sigurgeirsson 3:3 Ingvar þór Ólason 3:4 Kári Ársælsson 4:4 Josep Edward Tillen 4:5 Elfar Freyr Helgason Ian Paul McShane (Latte) |
| Fram Reykjavík       | Hannes þór Halldórsson – Jón Orri Ólafsson, Auðun Helgason, Kristján Hauksson, Samuel Lee Tillen – Heiðar Geir Júliusson (69. Ian Paul McShane), Ingvar þór Ólason, Halldór Hermann Jónsson, Jón Guðni Fjóluson (69. Josep Edward Tillen) – Almarr Omarsson (106. Gudmundur Magnusson), Hjálmar þórarinsson Cheftrainer: Þorvaldur Örlygsson |
| Breiðablik Kópavogur | Ingvar þór Kale – Árni Kristinn Gunnarsson, Elfar Freyr Helgason, Kári Ársælsson, Kristinn Jónsson (98. Andri Rafn Yeoman) – Arnar Grétarsson (98. Arnór Sveinn Aðalsteinsson), Finnur Orri Margeirsson, Guðmundur Kristjánsson (106. Olgeir Sigurgeirsson), Guðmundur Pétursson – Alfreð Finnbogason, Kristinn Steindórsson Cheftrainer: Ólafur Helgi Kristjánsson                                                                                        |
| Gelbe Karten         | Jón Guðni Fjóluson, Auðun Helgason, Kristján Hauksson – Árni Kristinn Gunnarsson, Ingvar þór Kale, Olgeir Sigurgeirsson, Guðmundur Pétursson |